# کیروما
کیروما (به انگلیسی: Kiruma) یک روستا در کشور استونی است که در دهستان سارما در شهرستان ساره واقع شده‌است.
در سال ۱۳۵۵ این روستا خالی از سکنه شد، اما در حال حاضر این روستا دارای دو خانواده است.
در ۱۶. ژوئن ۲۰۱۰، پس از ۱۹ سال لابی فعال توسط اهالی روستا، برق روستا تأمین شد. پیش از آن، انحصار انرژی استونی، استی انرژیا درخواست‌ها را رد می‌کرد و می‌گفت که آنها مالک خطوط برق قدیمی نیستند و بنابراین ساکنان باید هزینه نوسازی را خودشان پرداخت کنند.
قبل از اصلاحات اداری در سال ۲۰۱۷، این روستا جز دهستان موستیالا بود.